# Ahmad Muhammad Said al-Atrushi
Ahmad Muhammad Sa'id al-Atrushi (* 1947 in Atrush, Dohuk, Irak) ist ein ehemaliger kurdischer Politiker im Irak. Er war bis 2003 Generalsekretär des Bagdad-loyalen Flügels der Demokratischen Partei Kurdistans, der sich 1974 unter Haschim Aqrawi von der von Mustafa Barzani geführten Partei abgespalten hatte.
Atrushi hatte zunächst Recht und Politik studiert und sich dann dem von Aqrawi geführten Parteiflügel angeschlossen. Dieser auch als „Neo-DPK“ bezeichnete Parteiflügel hatte als mit der Baath-Partei koalierende Blockpartei in den 1980er Jahren im Rahmen der Nationalen Progressiven Front einige Sitze bei den Parlamentswahlen und den Wahlen zum autonomen kurdischen Regionalparlament gewonnen. Im Jahr 1989 löste er Aqrawi als Generalsekretär der Partei ab.
Nach dem Kuwait-Krieg stand jedoch ab 1991 der Großteil der autonomen Kurdenregion unter Kontrolle regierungsfeindlicher Rebellen und konnte nicht an den irakischen Parlamentswahlen teilnehmen. Die für die kurdischen Wahlkreise vorgesehenen 30 Abgeordnetensitze wurden daher mit von Präsident Saddam Hussein ausgewählten Kurden besetzt. Als einer dieser Nominierten gelangte al-Atrushi im Jahr 2000 als Abgeordneter für den Wahlkreis Dohuk in die irakische Nationalversammlung.
Nach dem Sturz des Baath-Regimes 2003 wurden die noch lebenden Parteipolitiker von US-Besatzern und ihren kurdischen Verbündeten verhaftet, die Neo-DKP damit faktisch zerschlagen.